# Зоопланктофаги

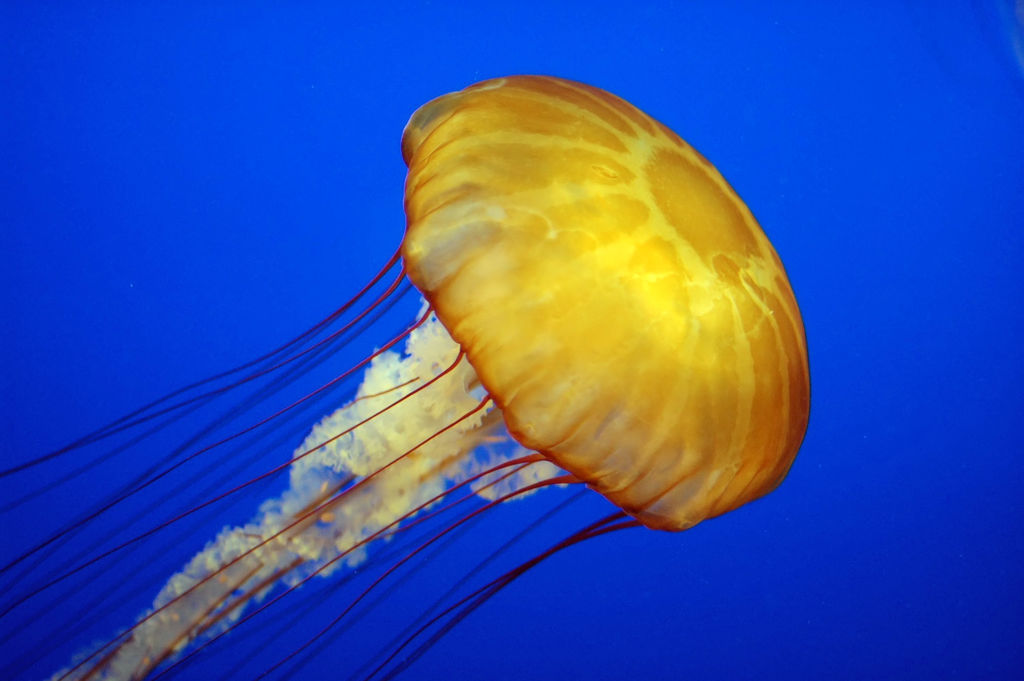
Сцифоидная медуза

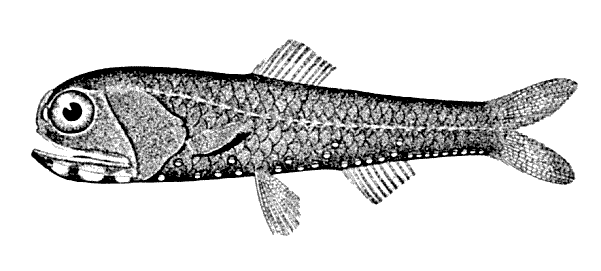
Калифорнийский светящийся анчоус

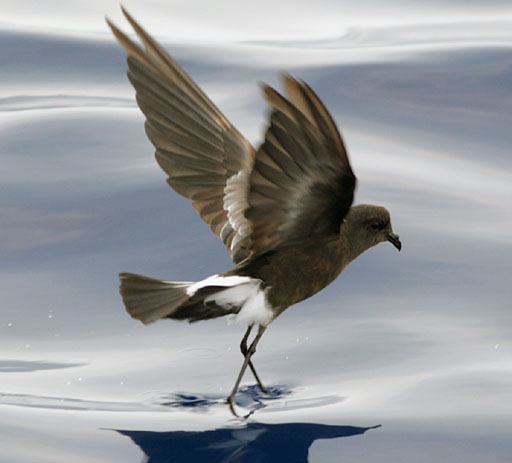
Качурка Вильсона

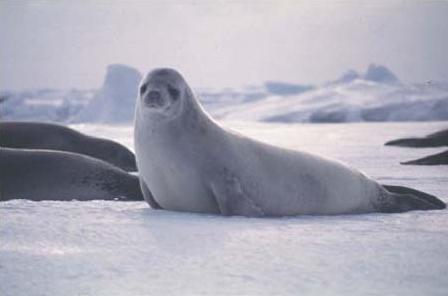
Тюлень-крабоед

Зоопланктофаги — животные, которым свойственна зоопланктофагия, т. е. питающиеся зоопланктоном — планктоном, состоящим из животных. Термин представляет собой сложное слово с греческими корнями и происходит от трёх слов: «зоон» (греч. ζῶον) — животное, «планктон» (греч. πλανκτον) и «фагия» (греч. φάγειν) — поедание. К зоопланктофагам относятся многие группы водных беспозвоночных и водных и полуводных позвоночных животных, потребляющих взвешенных в толще воды простейших, мелких ракообразных, моллюсков на ранних пелагических стадиях развития, а также пелагическую икру, личинок и молодь рыб. Среди зоопланктофагов выделяют несколько групп животных в зависимости от размера поедаемых ими организмов зоопланктона, например — микро- и макрозоопланктофаги. Различают также эррантных зоопланктофагов, например рыб, активно в движении фильтрующих водную толщу сквозь своеобразное сито, состоящее из многочисленных удлинённых жаберных тычинок, или свободно плавающих медуз, улавливающих зоопланктон своеобразными щупальцами, так и седентарные, прикреплённые ко дну формы зоопланктофагов, к которым  относятся, например, коралловые полипы.
Наиболее типичными потребителями зоопланктона среди беспозвоночных являются оболочники (сальпы) и стрекающие, в том числе гидроидные (медузы) и коралловые полипы. Сальпы и медузы, в свою очередь, сами являются одними из наиболее крупных представителей макрозоопланктона.
Среди позвоночных наибольшее видовое разнообразие зоопланктофагов-фильтраторов приходится на рыб, включающих как мелких, но наиболее многочисленных по биомассе в Мировом океане представителей групп анчоусов и светящихся анчоусов, так и самых крупных рыб — китовую акулу и гигантскую акулу. У пресноводных рыб одним из наиболее известных зоопланктофагов, играющих значительную роль в аквакультуре и питании людей, является пёстрый толстолобик.
Среди гидрофильных птиц наиболее известными зоопланктофагами являются некоторые виды фламинго, атлантический глупыш и мелкие морские птицы — арктический люрик, антарктическая качурка Вильсона и китовые птички. К факультативным (частичным) морским зоопланктофагам относятся обитающие в границах Южного океана крупные и среднего размера антарктические трубконосые — буревестники и альбатросы, интенсивно питающиеся антарктическим крилем в летний сезон.
У морских млекопитающих самыми крупными представителями зоопланктофагов являются большинство усатых китов и некоторые тюлени, особенно антарктический тюлень-крабоед и кольчатая нерпа, а также большинство ластоногих Антарктики, у которых в летний период антарктический криль составляет существенную часть рациона.

## Животные-зоопланктофаги
- Беспозвоночные-зоопланктофаги
- Рыбы-зоопланктофаги
- Птицы-зоопланктофаги
- Млекопитающие-зоопланктофаги